# Wyatt Kalynuk
Wyatt Kalynuk, född 14 april 1997, är en kanadensisk professionell ishockeyback som är kontrakterad till Chicago Blackhawks i National Hockey League (NHL) och spelar för Rockford Icehogs i American Hockey League (AHL). Han har tidigare spelat för Wisconsin Badgers i National Collegiate Athletic Association (NCAA) och Lincoln Stars och Bloomington Thunder i United States Hockey League (USHL).
Kalynuk draftades av Philadelphia Flyers i sjunde rundan i 2017 års draft som 196:e spelare totalt.
Han är kusin till den före detta ishockeyspelaren Marty Murray, som spelade själv i NHL mellan 1995 och 2007.

## Statistik
| Källa: Uppdaterad: 2021-03-09 | Källa: Uppdaterad: 2021-03-09 | Källa: Uppdaterad: 2021-03-09 |                           | Grundserie                | Grundserie                | Grundserie                | Grundserie                | Grundserie                |                           | Slutspel                  | Slutspel                  | Slutspel                  | Slutspel                  | Slutspel |
| Säsong                        | Lag                           | Liga                          | Matcher                   | Mål                       | Assists                   | Poäng                     | Utv                       | Matcher                   | Mål                       | Assists                   | Poäng                     | Utv                       |                           |          |
| ----------------------------- | ----------------------------- | ----------------------------- | ------------------------- | ------------------------- | ------------------------- | ------------------------- | ------------------------- | ------------------------- | ------------------------- | ------------------------- | ------------------------- | ------------------------- | ------------------------- | -------- |
| 2010–2011                     | Virden Oilers                 | SWRHL                         | 46                        | 34                        | 36                        | 70                        | 10                        | —                         | —                         | —                         | —                         | —                         |                           |          |
| 2011–2012                     | Virden Oilers                 | SWRHL                         | Statistik ej tillgänglig. | Statistik ej tillgänglig. | Statistik ej tillgänglig. | Statistik ej tillgänglig. | Statistik ej tillgänglig. | Statistik ej tillgänglig. | Statistik ej tillgänglig. | Statistik ej tillgänglig. | Statistik ej tillgänglig. | Statistik ej tillgänglig. | Statistik ej tillgänglig. |          |
| 2012–2013                     | Southwest Cougars             | MMHL                          | 43                        | 1                         | 16                        | 17                        | 34                        | 5                         | 0                         | 2                         | 2                         | 4                         |                           |          |
| 2013–2014                     | Virden Oil Capitals           | MJHL                          | 56                        | 1                         | 12                        | 13                        | 8                         | 10                        | 1                         | 2                         | 3                         | 6                         |                           |          |
| 2014–2015                     | Lincoln Stars                 | USHL                          | 55                        | 0                         | 15                        | 15                        | 16                        | —                         | —                         | —                         | —                         | —                         |                           |          |
| 2015–2016                     | Bloomington Thunder           | USHL                          | 59                        | 3                         | 21                        | 24                        | 16                        | 10                        | 0                         | 2                         | 2                         | 8                         |                           |          |
| 2016–2017                     | Bloomington Thunder           | USHL                          | 60                        | 6                         | 25                        | 31                        | 82                        | —                         | —                         | —                         | —                         | —                         |                           |          |
| 2017–2018                     | Wisconsin Badgers             | NCAA                          | 37                        | 3                         | 22                        | 25                        | 28                        | —                         | —                         | —                         | —                         | —                         |                           |          |
| 2018–2019                     | Wisconsin Badgers             | NCAA                          | 37                        | 9                         | 16                        | 25                        | 32                        | —                         | —                         | —                         | —                         | —                         |                           |          |
| 2019–2020                     | Wisconsin Badgers             | NCAA                          | 36                        | 7                         | 21                        | 28                        | 24                        | —                         | —                         | —                         | —                         | —                         |                           |          |
| 2020–2021                     | Chicago Blackhawks            | NHL                           | 1                         | 0                         | 0                         | 0                         | 0                         | —                         | —                         | —                         | —                         | —                         |                           |          |
|                               | Rockford Icehogs              | AHL                           | 4                         | 1                         | 5                         | 6                         | 0                         | —                         | —                         | —                         | —                         | —                         |                           |          |
| NHL totalt                    | NHL totalt                    | NHL totalt                    | 1                         | 0                         | 0                         | 0                         | 0                         | —                         | —                         | —                         | —                         | —                         |                           |          |
| NCAA totalt                   | NCAA totalt                   | NCAA totalt                   | 110                       | 19                        | 59                        | 78                        | 84                        | —                         | —                         | —                         | —                         | —                         |                           |          |
| USHL totalt                   | USHL totalt                   | USHL totalt                   | 174                       | 9                         | 61                        | 70                        | 114                       | 10                        | 0                         | 2                         | 2                         | 8                         |                           |          |